# Musée du ski et de la tradition rousselande
 (janvier 2014).
Si vous disposez d'ouvrages ou d'articles de référence ou si vous connaissez des sites web de qualité traitant du thème abordé ici, merci de compléter l'article en donnant les références utiles à sa vérifiabilité et en les liant à la section « Notes et références ».
Le musée du ski et de la tradition rousselande est un musée privé installé au Centre d'accueil du Grand Tétras dans le domaine des Rousses dans le Haut-Jura.

## Exposition
On y trouve une collection de paires de skis d'hier (de 1850 à nos jours), surfs, luges, bobsleighs, et matériel de sports d'hiver d'autrefois.
Le musée présente l’évolution des surfs fabriqués aux Rousses ou des techniques de fabrication, ainsi que les tenues vestimentaires telles que des bobs (de 1895 à 1968) et enfin tout ce qui faisait la vie quotidienne du montagnard.